# Holothuria milloti
Holothuria milloti is een zeekomkommer uit de familie Holothuriidae.
De wetenschappelijke naam van de soort werd in 1988 gepubliceerd door Gustave Cherbonnier.